# Rifugio Franco Tonolini
Il rifugio Franco Tonolini è un rifugio situato nel comune di Sonico (BS), in Val Camonica, a 2467 m s.l.m. Sorge sulle rive del Lago Rotondo, piccolo specchio d'acqua di origine glaciale, ai piedi del versante meridionale del Corno Baitone.

## Storia
Il rifugio Tonolini rappresenta il più antico rifugio del massiccio dell'Adamello. Fu infatti eretto nel 1891 su iniziativa dell'avvocato Paolo Prudenzini, uno dei pionieri dell'alpinismo nella Val Camonica, e del suo amico Fadigati. Il costo della costruzione del rifugio ammontava a poche centinaia di lire, che all'epoca tuttavia costituivano una somma di tutto rispetto, e fu coperto grazie a donazioni personali degli stessi Prudenzini e Fadigati nonché da notevoli contributi provenienti dalla sezione di Brescia del Club Alpino Italiano.
I lavori, diretti dalla guida alpina Angelo Pasquale Cauzzi e portati avanti anche grazie a un notevole contributo volontario da parte della 52ª compagnia degli Alpini, iniziarono nel maggio del 1891 e si conclusero a fine luglio: la struttura venne inaugurata il 24 agosto, con il nome di Capanna Baitone al Lago Rotondo.
Negli anni successivi, il rifugio subì varie ristrutturazioni e riparazioni, per la maggior parte in seguito a danni provocati dal maltempo, mentre nel 1901 fu ampliato con l'aggiunta di una nuova stanza.
Nel 1921 il rifugio fu intitolato alla memoria del capitano Franco Tonolini, medaglia d'oro al valor militare, caduto durante la Grande Guerra a Montagnola di Valdobbiadene.
Nel 1944 un incendio distrusse completamente l'edificio, che fu ricostruito solamente nel 1949. Nel 1991 infine subì un ultimo restauro voluto fortemente dal gestore dell'epoca, Romeo Zanini, a cui è dedicata una targa commemorativa proprio all'ingresso del Rifugio, durante il quale fu nuovamente ampliato per poter far fronte all'aumento delle visite. L'attuale struttura venne solennemente inaugurata il 6 settembre 1992 alla presenza del vescovo di Brescia, Bruno Foresti.

## Caratteristiche e informazioni
Il rifugio è di proprietà della sezione di Brescia del Club Alpino Italiano. Si presenta come una solida costruzione in pietra (tonalite) con serramenti in legno e tetto in lamiera ondulata.
È aperto al pubblico da metà giugno a metà settembre. In primavera, il gestore può aprire il rifugio e svolgere il normale servizio estivo su richiesta, per gruppi di almeno 10 persone. Quando aperto, può disporre sino a 56 posti letto.
Nel periodo di chiusura, il rifugio è dotato di un annesso bivacco sempre aperto, dotato però di soli 10 posti letto.

## Accessi
Il rifugio si raggiunge esclusivamente a piedi, lungo sentieri ovunque ben segnalati e alla portata di tutti gli escursionisti. Occorre raggiungere il Ponte del Guat (1526 m), ove finisce la tortuosa strada carrozzabile che risale la Val Malga; un parcheggio libero è collocato al termine del tratto asfaltato, e un altro parcheggio a pagamento è allestito, nei soli mesi estivi, presso la vicina Malga Premassone (raggiungibile percorrendo poche centinaia di metri di strada sterrata). Dalla Malga Premassone si prende il sentiero con il segnavia numero 13 che con ripidi tornanti risale sino alla diga che contiene il Lago Baitone (2281 m). Da qui è possibile sia proseguire lungo il sentiero 13 che costeggia la sponda occidentale del lago per poi risalire al rifugio, sia percorrere il coronamento della diga raggiungendo il rifugio Baitone e da qui proseguire lungo il sentiero 1 (Alta via dell'Adamello) che conduce al rifugio Tonolini. A prescindere da quale delle due alternative venga scelta, la salita al rifugio richiede circa 2 ore e 45 minuti.

## Ascensioni
- Corno Baitone (3331 m), itinerario di 4 ore, alpinistico (F), che si sviluppa dapprima su terreno erboso, poi su ripide pietraie, infine su canali di neve e cresta rocciosa (segnavia 50)[2].
- Cima Plem (3185 m), itinerario di 3 ore per escursionisti esperti (EE). Si segue il segnavia numero 31 che risale, su terreno ingombro di massi, sino al Passo del Cristallo (vi sono alcuni passaggi insidiosi). Da qui si risale la cresta sud-ovest della montagna, sul versante che guarda la Val Miller, guadagnando la vetta (dal Passo del Cristallo in poi il percorso non ha segnavia e presenta alcuni passaggi impegnativi)[1].
- Corno del Cristallo (2988 m), itinerario di circa 3 ore per escursionisti esperti (EE). Si segue lo stesso percorso di salita alla Cima Plem sino al Passo del Cristallo (segnavia 31), poi si segue verso destra la cresta della montagna, che presenta alcuni passaggi scomodi.
- Corno delle Granate (3108 m), itinerario di 2 ore e 15 minuti per escursionisti esperti (EE). Si segue il segnavia 50 sino a un bivio situato a quota 2700 m, dal quale si prende la traccia con segnavia 49 che conduce, su terreno ingombro di massi, al Passo delle Granate. Prima del passo si abbandona la traccia, rimontando un pendio di sfasciumi e risalendo un pendio per giungere in cresta e quindi in vetta[1].

## Traversate
- Rifugio Serafino Gnutti (2166 m), itinerario di circa 1 ora e 30 minuti che si sviluppa lungo un tratto dell'Alta via dell'Adamello (sentiero numero 1). Il sentiero attraversa il cosiddetto Passo del Gatto (2106 m), un passaggio scavato direttamente nella roccia per esigenze militari durante la Guerra Bianca.
- Rifugio Garibaldi (2550 m), itinerario per escursionisti esperti (EE) di circa 5 ore. Costituisce una tappa dell'Alta via dell'Adamello. Richiede di risalire sino al Passo Premassone (2992 m) per poi ridiscendere, superando alcuni brevi tratti attrezzati con funi metalliche, in direzione del Lago Pantano e quindi del rifugio Garibaldi.